# IJburg

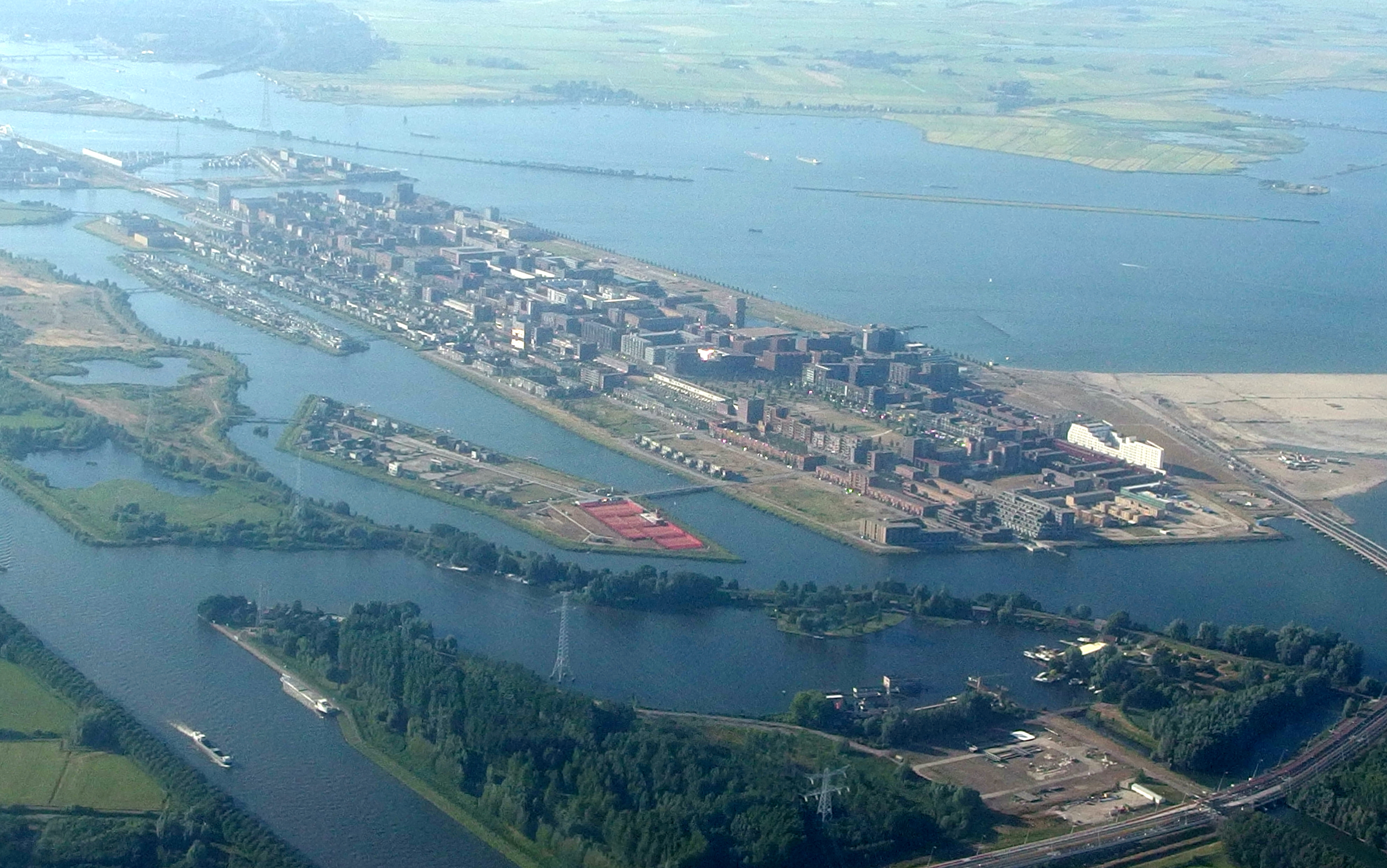
Luchtfoto van IJburg, gezien vanuit het zuidoosten; juli 2014.

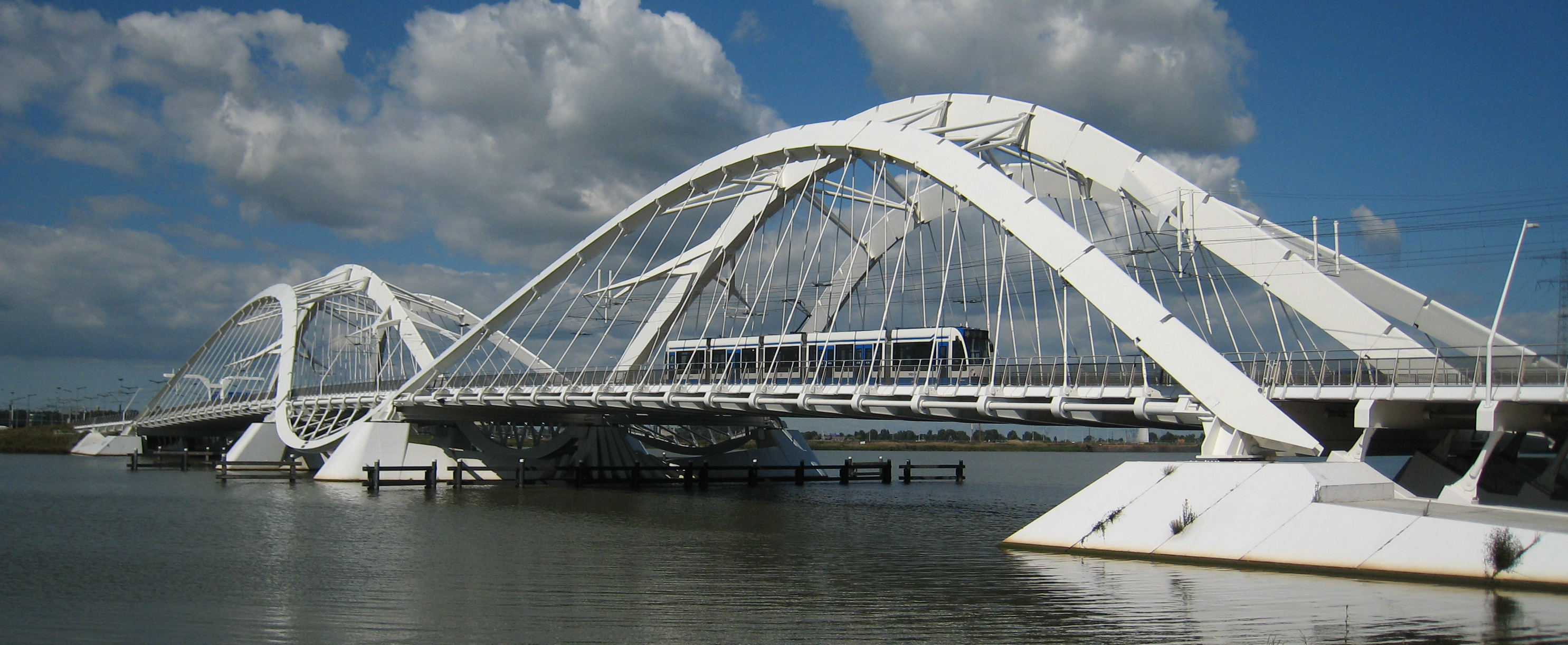
IJtram onderweg op de Enneüs Heermabrug.

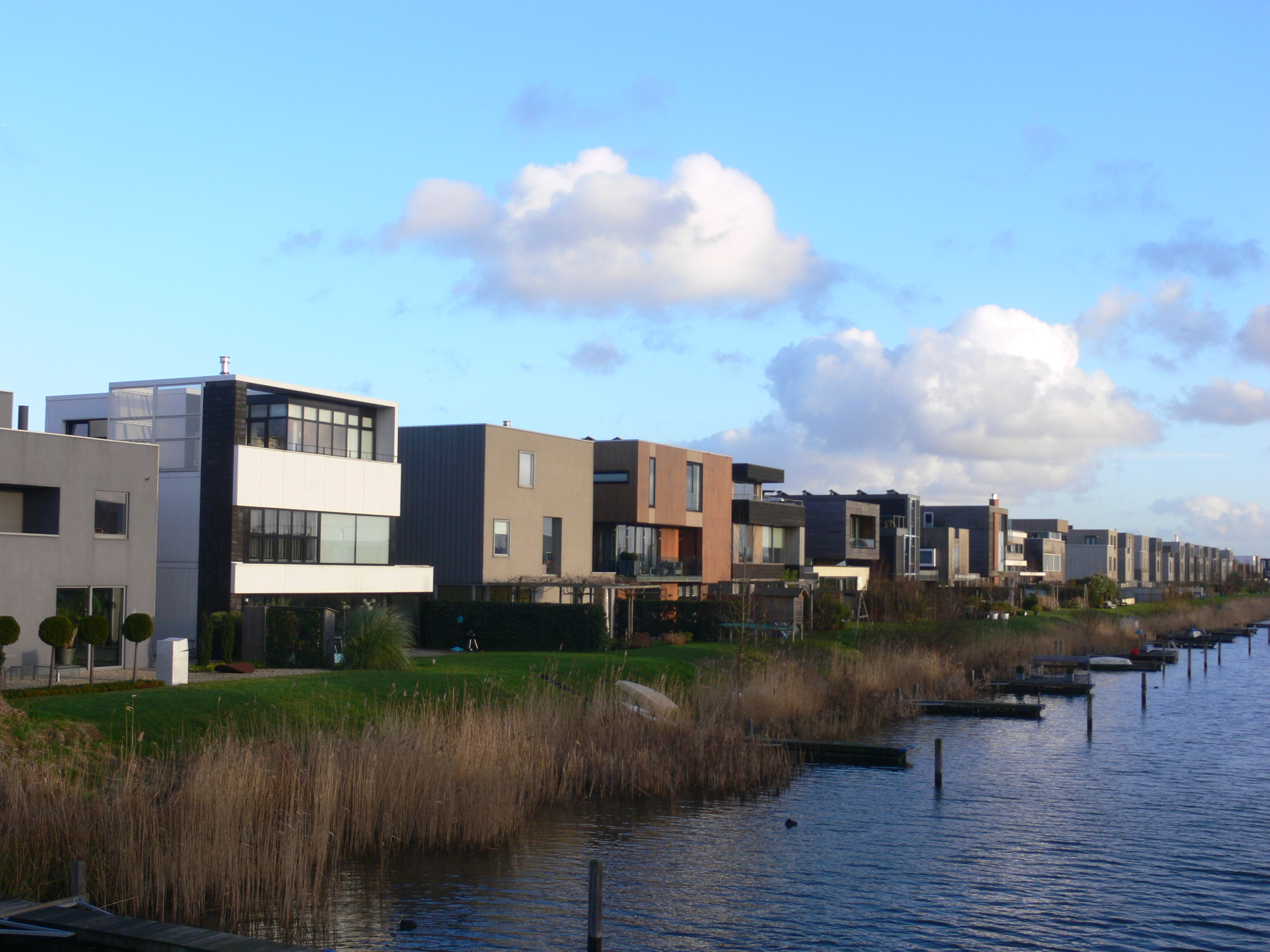
Huizen langs het water op Grote Rieteiland.

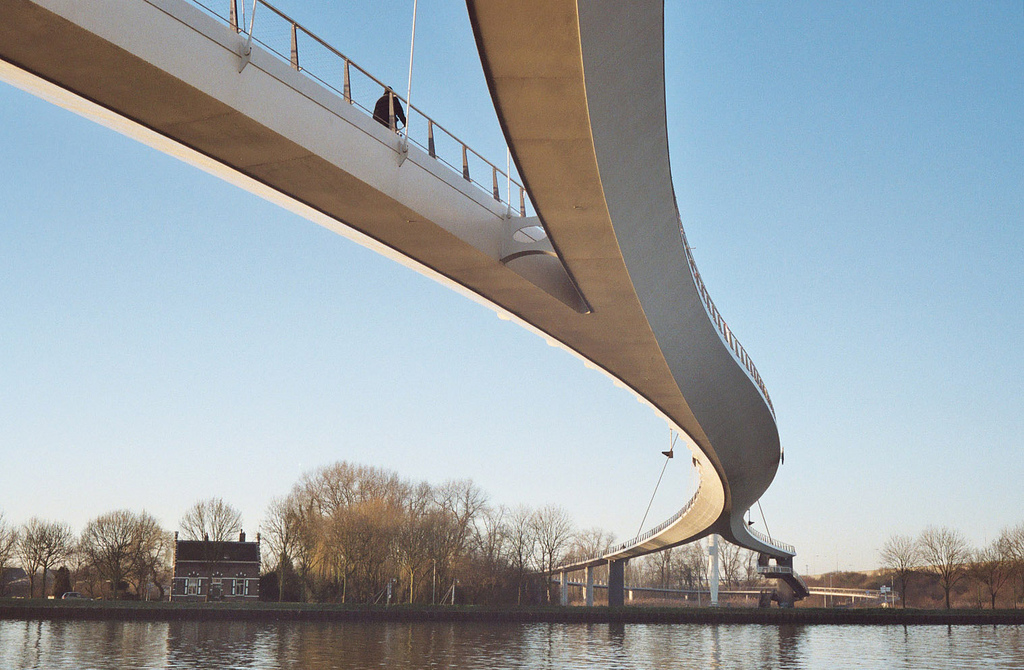
De Nesciobrug van onderaf gezien

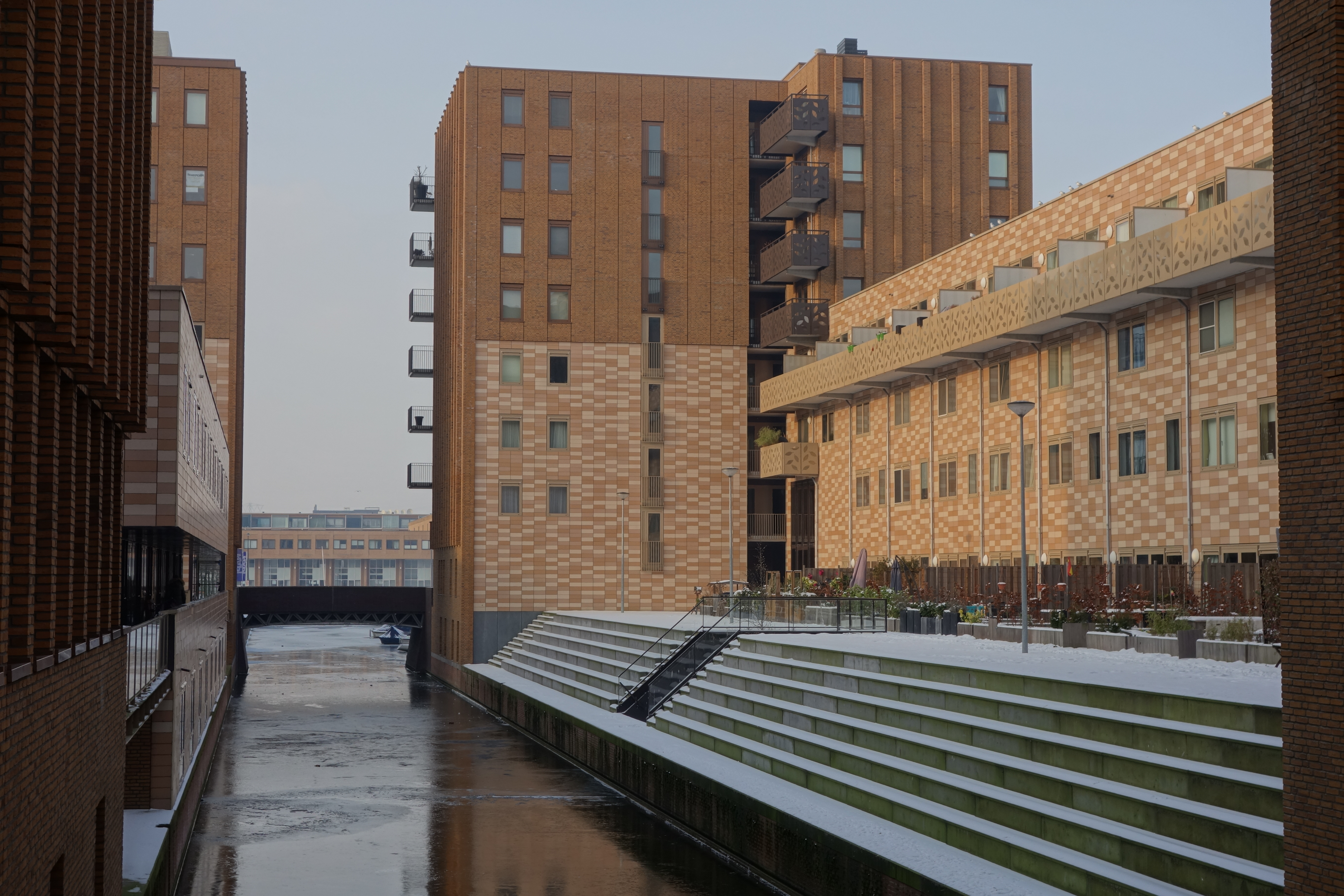
Woonblokken aan de Hollandiagracht op Haveneiland; 2013.

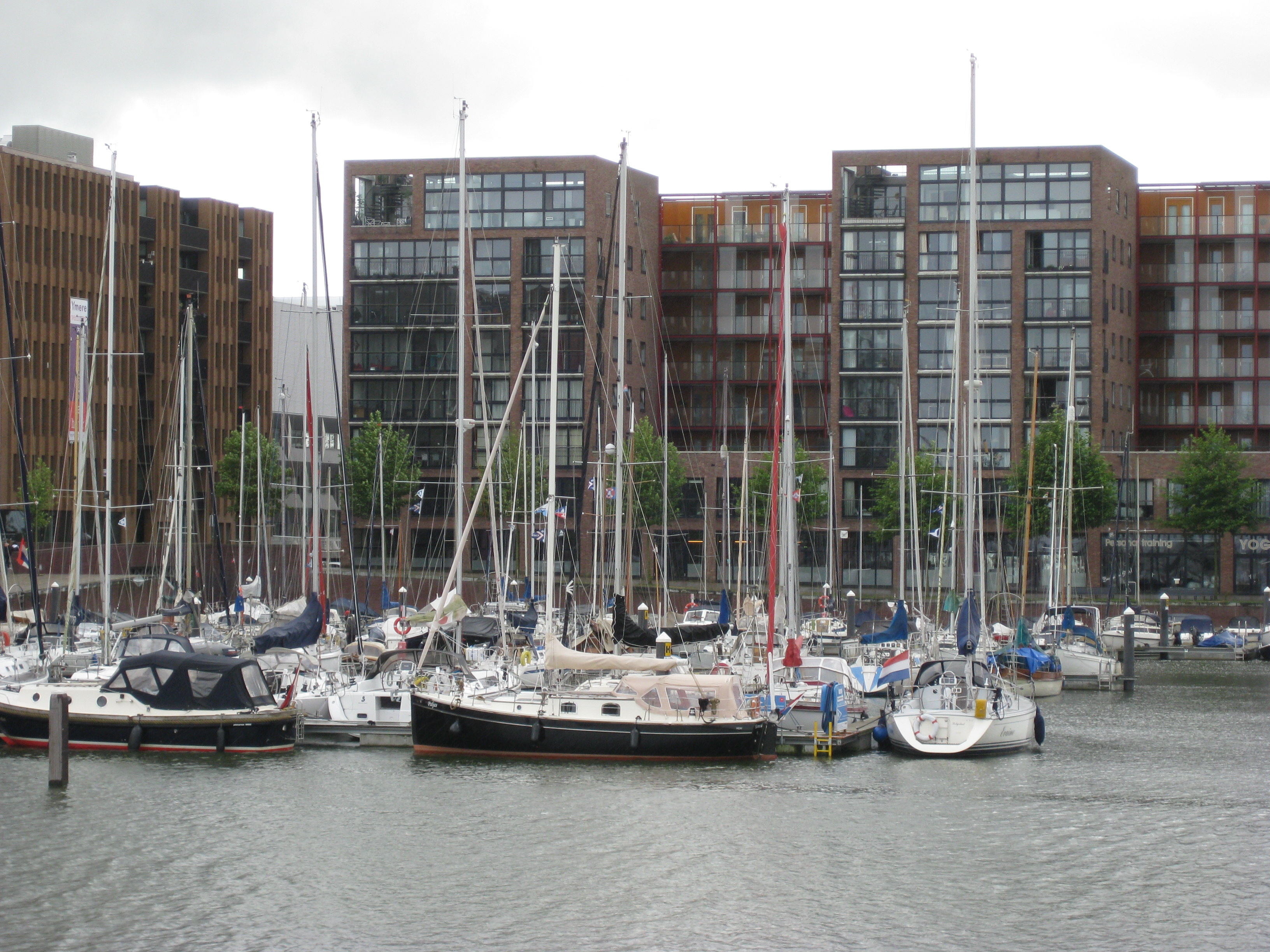
Jachthaven te Haveneiland-Oost; 2012.

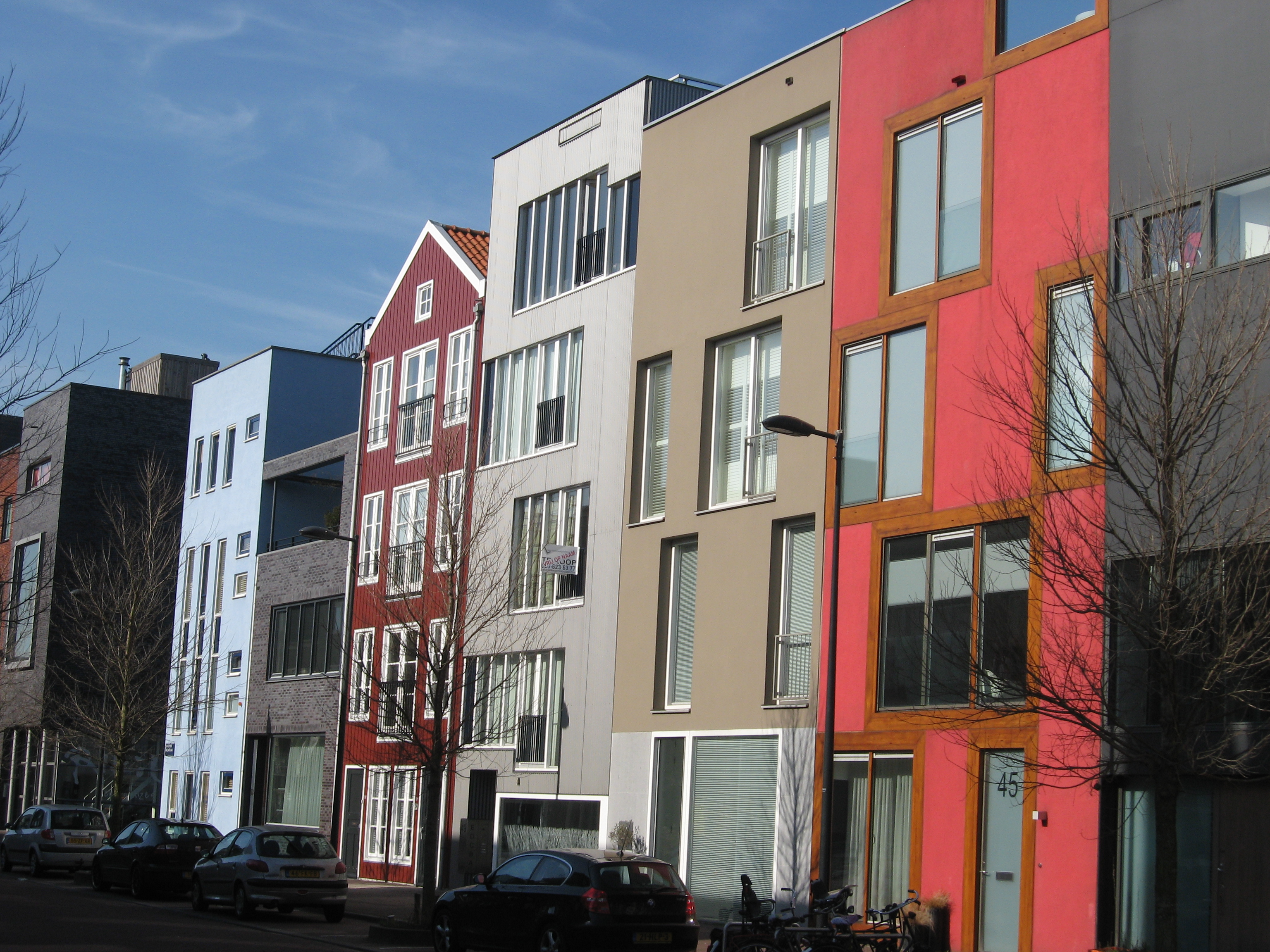
Huizen op Steigereiland; 2012.

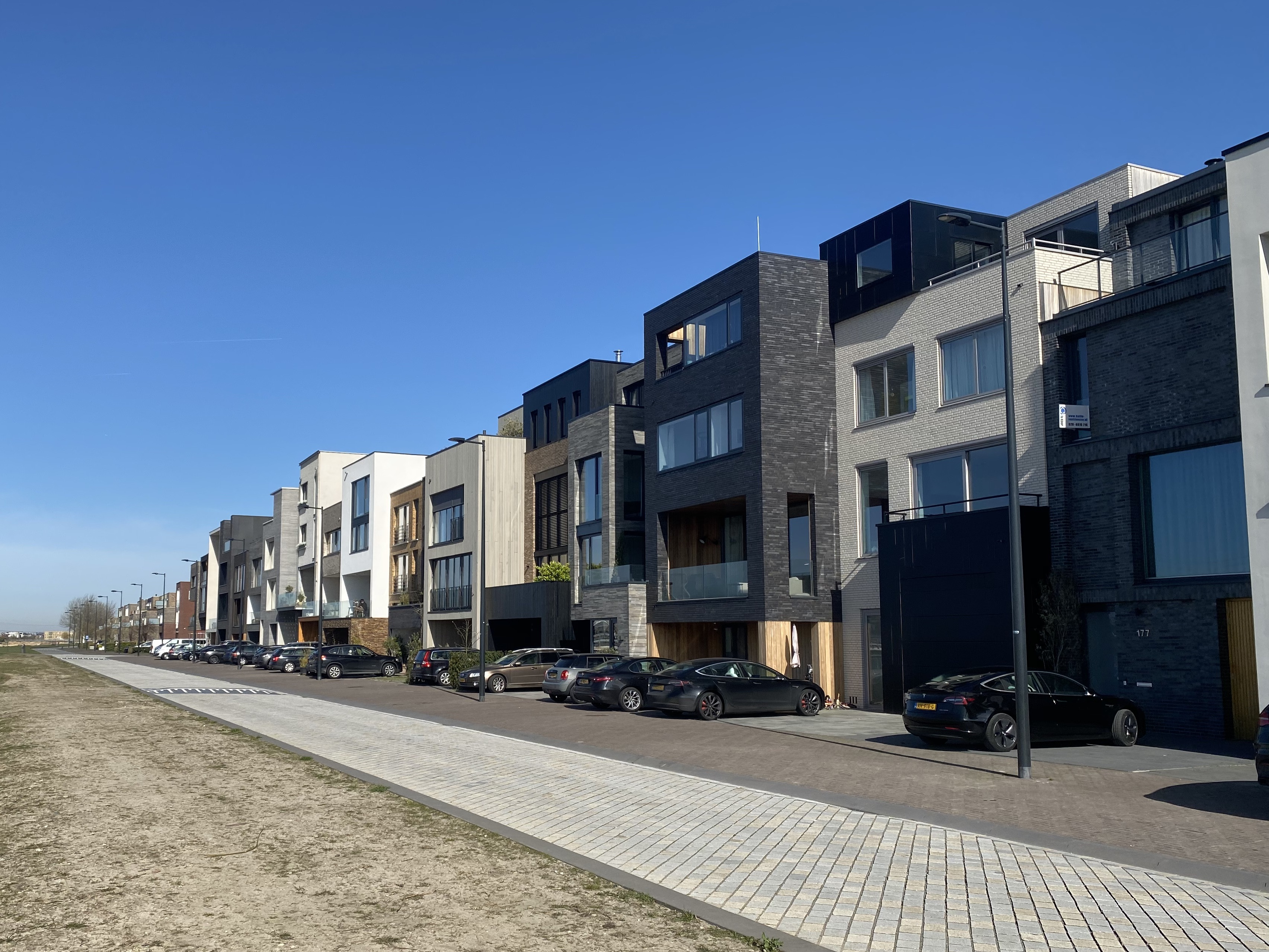
Huizen op Haveneiland-Oost; 2020.

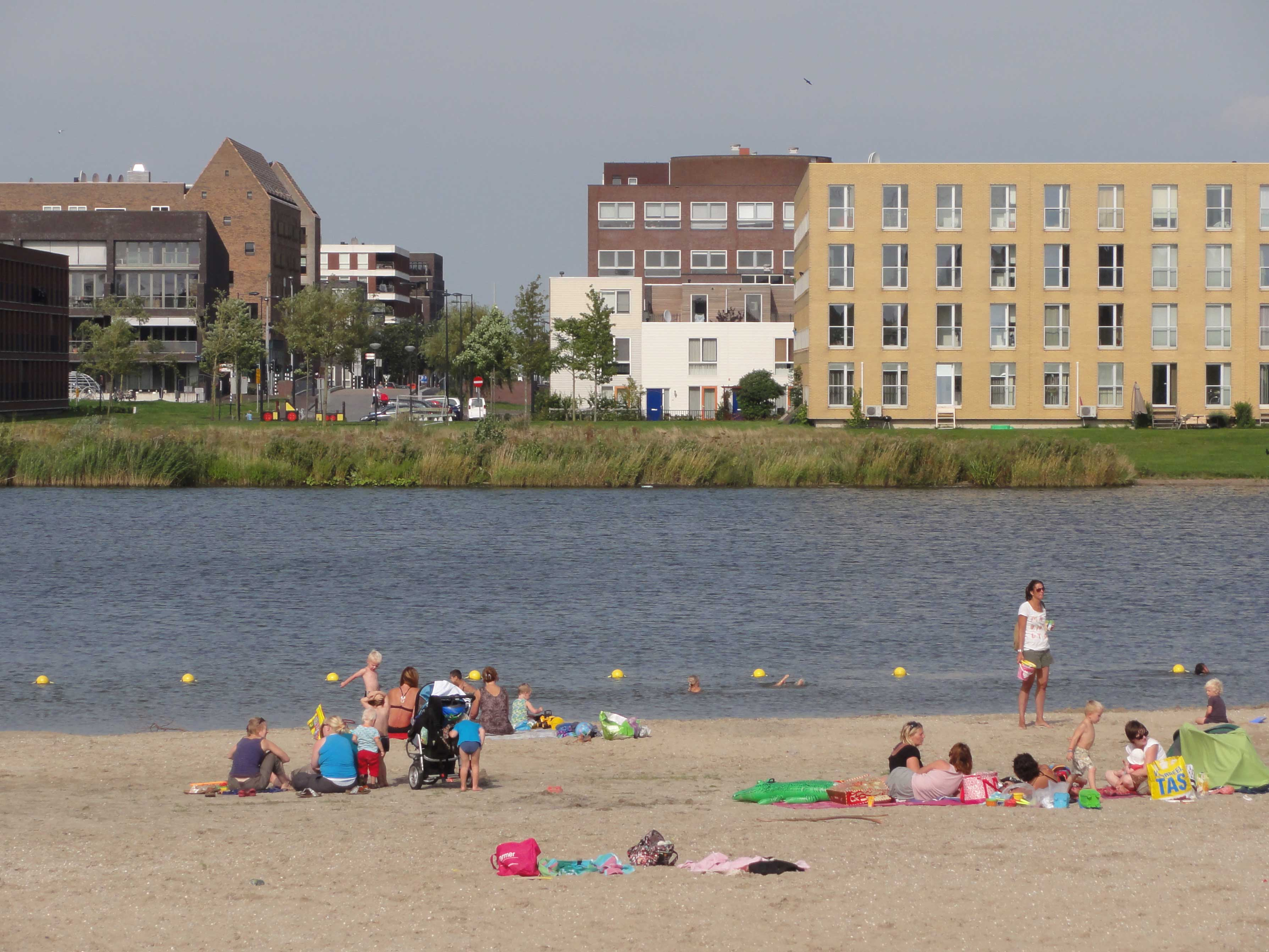
Zandstrand in het Diemerpark met zicht op IJburg; 2012.

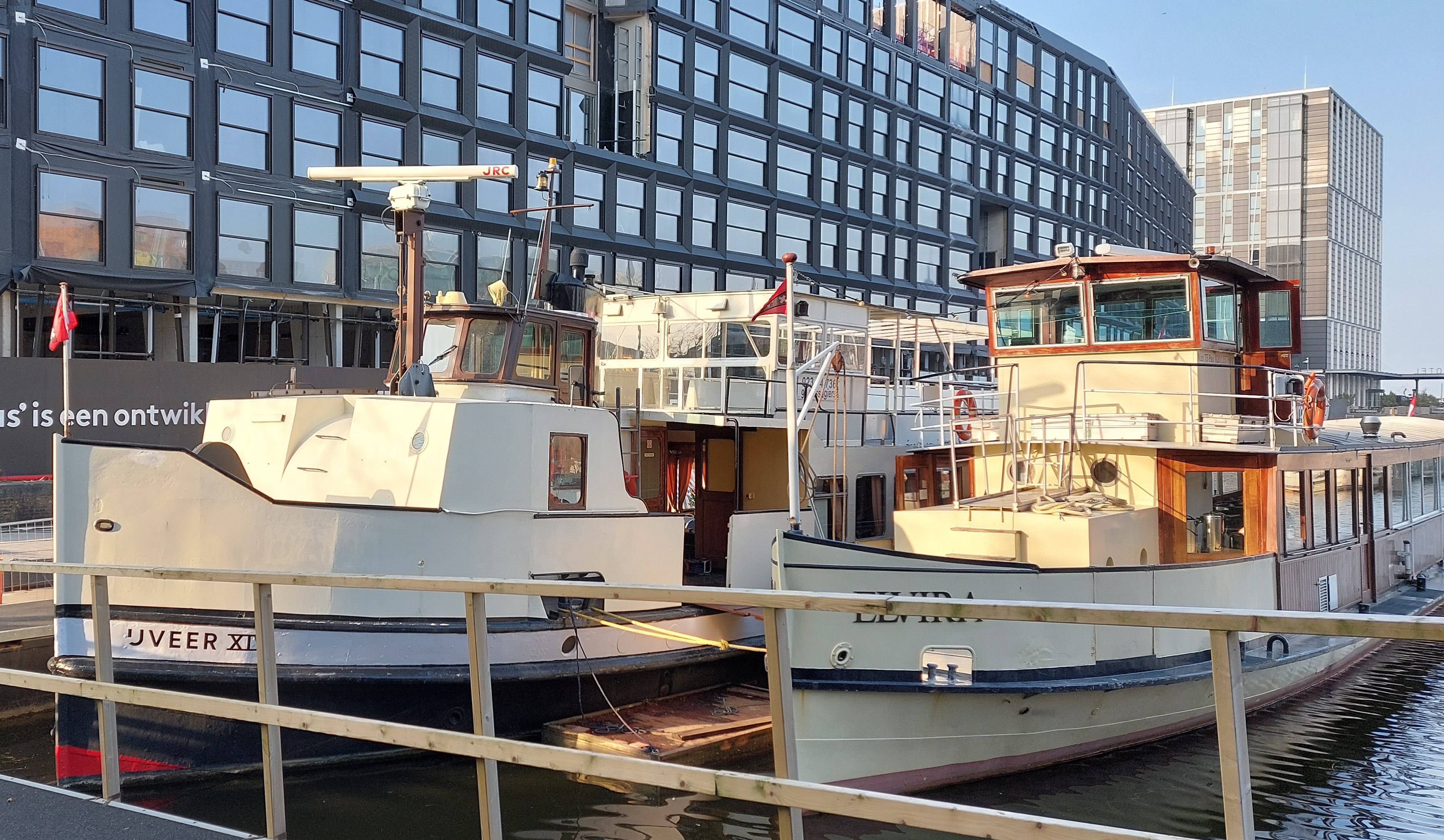
Aanlegplaats voor de veerboten aan de Krijn Taconiskade; 2022.

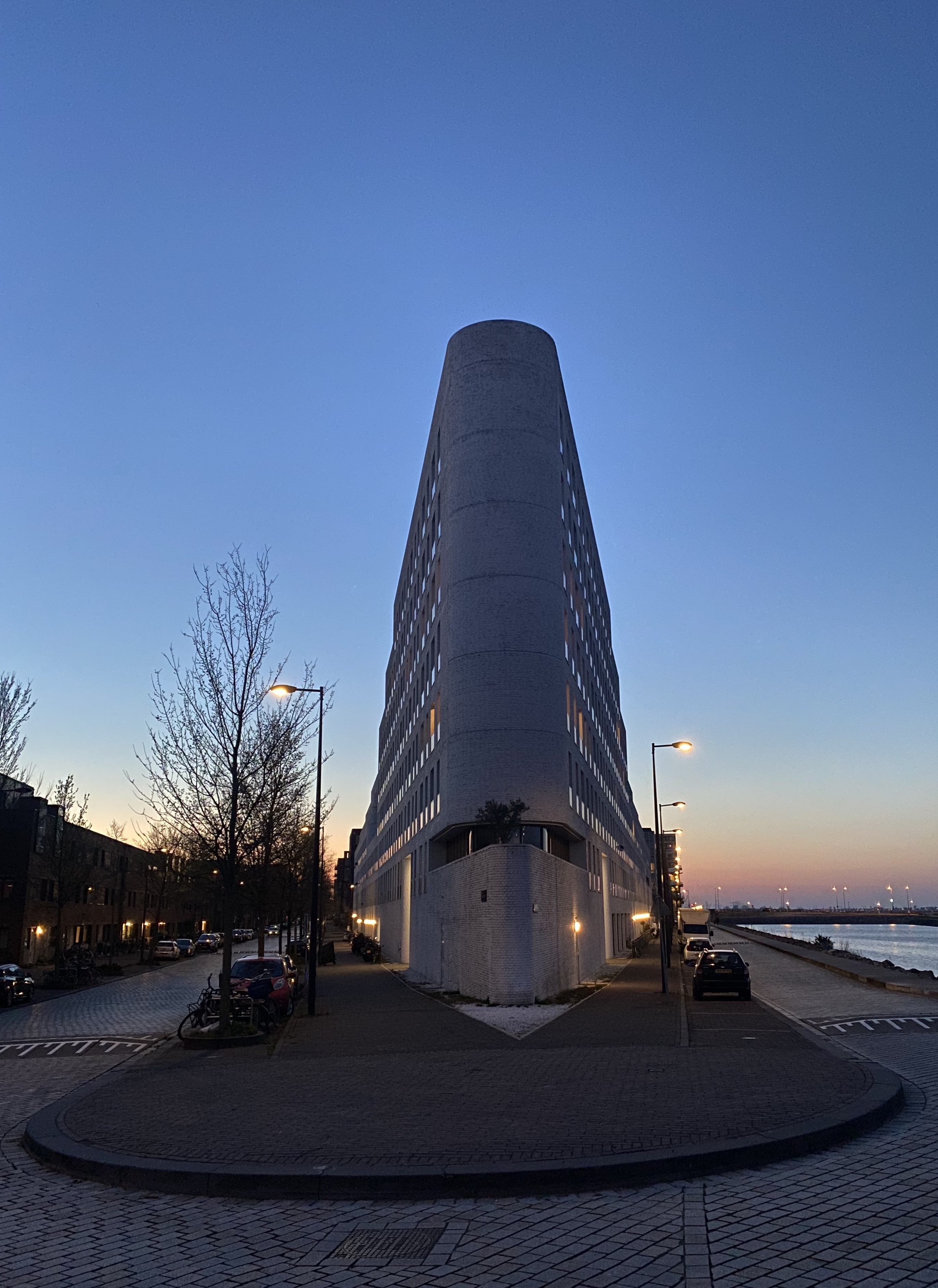
De Witte Kaap, Haveneiland-Oost; 2020.

IJburg is een wijk in Amsterdam, gelegen in het stadsdeel Oost. De wijk is bijzonder omdat ze is gebouwd op een archipel van kunstmatige eilanden in het IJmeer. Dit concept is niet nieuw voor Amsterdam; al eeuwen geleden werden kunstmatige eilanden aangelegd, zoals de Westelijke en Oostelijke Eilanden. IJburg bestaat uit meerdere eilanden: Steigereiland, Haveneiland, de drie Rieteilanden, Centrumeiland, Strandeiland en het in ontwikkeling zijnde Buiteneiland.

## Geschiedenis

### Voorgeschiedenis
In 1965 ontwikkelden de architecten Van den Broek en Bakema al een plan voor een stad in het IJmeer, die plaats zou moeten bieden aan 350.000 inwoners, vooral afkomstig uit Amsterdam. In het nationale ruimtelijke beleid werd echter gekozen voor de overloopstrategie: woningzoekende Amsterdammers moesten in groeikernen zoals Purmerend en Hoorn gaan wonen, alsmede in de nieuwe steden Lelystad en Almere. Daarnaast werd de Bijlmermeer aangelegd op het grondgebied van de gemeente Weesperkarspel, en werd Diemen uitgebreid.
In de jaren 1980 volgde een ommezwaai in het beleid, waarin de compacte stad het nieuwe ideaal werd. Gezocht werd naar bouwlocaties dicht bij de stad. Omdat Amsterdam is ingeklemd tussen Schiphol en natuurgebieden als de Bovenkerkerpolder en Landelijk Noord, bleef eigenlijk alleen de locatie Nieuw-Oost over. In 1992 werd Nieuw-Oost een officiële Vinex-locatie.

### Besluitvorming tot aanleg
Tot de aanleg van de wijk werd in 1996 door de gemeente Amsterdam besloten. Tegenstanders hadden bezwaren tegen de gevreesde aantasting van de natuur in het IJmeer, en vroegen om een referendum. Dat correctieve referendum werd op 19 maart 1997 gehouden. Voor het correctief referendum gold een minimale opkomst van 155.000 stemmen. Een meerderheid (60%, opkomst 41%) van de stemmers was tegen de aanleg van IJburg, maar het vereiste aantal stemmen werd niet gehaald zodat de bouw door kon gaan. Als compensatie voor verloren gegane natuurwaarde werd ten noorden van Durgerdam een nieuw natuurgebied aangelegd langs de Waterlandse Zeedijk.

### Aanleg van de eilanden en bebouwing
IJburg is sinds 1999 in aanleg en staat bekend als Vinex-locatie. De eilanden en wijk worden in twee fases gerealiseerd. Fase 1 begon in 1999 en omvat de aanleg van het Steigereiland, Haveneiland, en de Rieteilanden. Fase 2 is begonnen in 2013 en omvat de aanleg van het Centrumeiland, Strandeiland en Buiteneiland.

#### Eerste fase (sinds 1999)
In 1999 werd begonnen met de aanleg van de eerste fase. In het IJmeer werden Steigereiland, Haveneiland, en de Rieteilanden aangeplempt. De zettingstijd lag door de hoge waterverzadiging rond een jaar of vijf, maar werd met verticale drainagepijpen zo'n drie tot vier jaar versneld. Daarbij zakte de grond zo'n twintig centimeter. In 2001 werd het eerste gebouw opgeleverd: de telefooncentrale. Nadat de bouw van woningen in de eerste fase vertraging opliep, betrokken in november 2002 de eerste bewoners hun huizen op Haveneiland-West en het Grote Rieteiland. Daarna zijn er ook woningen in gebruik genomen op het Steigereiland. Eind 2007 telde IJburg 8.000 inwoners. Op 30 mei 2008 werd de 10.000e inwoner ingeschreven.
In de oorspronkelijke planning zou IJburg in 2012 klaar moeten zijn. De wijk zou dan 18.000 woningen tellen voor 45.000 inwoners en daarnaast werk bieden aan 12.000 personen. Naast huizen, scholen en winkels zijn er sportaccommodaties, restaurants, een strand en een begraafplaats gepland. Deze planning is echter niet gehaald, onder andere vanwege de daling van de huizenprijzen naar aanleiding van de kredietcrisis, bezuinigingen op het gemeentebudget en doordat de Raad van State op 24 november 2004 de aanleg van nieuwe eilanden verbood, omdat de gevolgen voor het milieu nog onvoldoende onderzocht waren.
Anno 2019 is IJburg wat betreft de huizenprijzen de duurste Vinex-locatie van Nederland.

#### Tweede fase (sinds 2013)
Het opspuiten van het Centrumeiland is uiteindelijk in 2013 begonnen en in 2014 voltooid. De bouw van woningen is daar in het voorjaar van 2018 gestart. Er komen circa 1.500 woningen.
In 2018 is het ophogen van het Strandeiland begonnen. Er komen totaal circa 8.000 woningen voor circa 20.000 bewoners. De bouw van woningen zal in 2025 kunnen beginnen. Het stedenbouwkundig plan laat zien dat op het zuidelijke stuk van het eiland de Muiderbuurt wordt gebouwd, op het noordelijke stuk de Pampusbuurt. In het midden van het eiland komt een water genaamd het Oog. De oostkant van het eiland krijgt de naam Oosterend. Aan de westkant komt er een stadsstrand, een haven (Havenkom), waar ook horeca voorzien is, en de Makerskade, met bedrijvigheid. De plannen voor Strandeiland wijken af van het originele ontwerp van de tweede fase van IJburg, toen er op dezelfde plek nog twee kleinere eilanden voorzien waren, genaamd Strandeiland in het zuiden, en Middeneiland in het noorden.
Ten noorden van het Strandeiland wordt het Buiteneiland aangelegd. Terwijl Strandeiland zal worden bebouwd, wordt Buiteneiland een natuurgebied. Het ophogen van Buiteneiland is inmiddels in gang gezet, waarbij gebruik wordt gemaakt van grond die vrijkomt bij bouwprojecten in andere delen van de stad. Naar verwachting zal de ophoging daarom twintig jaar gaan duren. Er wordt een nieuw park aangelegd ter grootte van het Vondelpark. Voorts is er 5,5 hectare gereserveerd voor sportvelden.

## Infrastructuur, verkeer en vervoer
De belangrijkste ontsluitingsroute van IJburg is stadsroute s114. Deze verbindt IJburg aan de westzijde met de A10 en het centrum van Amsterdam, en aan de oostzijde met de A1, de A9, en Diemen. De stadsroute loopt onder meer via de IJburglaan, die via bruggen het Haveneiland en het Steigereiland met het Zeeburgereiland verbindt. In het verlengde van de IJburglaan loopt de stadsroute door de Piet Heintunnel, richting het centrum van de stad, onderdoor het Amsterdam-Rijnkanaal. Ook de IJtram (GVB tramlijn 26), die IJburg met station Amsterdam Centraal verbindt, volgt deze route.

### Bruggen
IJburg ligt in het IJmeer en bestaat uit eilanden, waardoor er veel bruggen zijn die de eilanden onderling en met het vaste land verbinden. De eerst opgeleverde brug, de Enneüs Heermabrug (brug 2001 in de Amsterdamse nummering), verbindt het Steigereiland met het Zeeburgereiland. De brug vormt de belangrijkste toegangspoort tot IJburg, en wordt ook door de IJtram gebruikt. De brug werd in 2000 geplaatst en is een ontwerp van de Engelse architect Nicholas Grimshaw. Met twee grote overspanningen van elk 75 meter lang is het een van de grootste bruggen van Amsterdam.
Brug 2002 is door dezelfde architect ontworpen en is een kleinere uitvoering van brug 2001, en zonder de karakteristieke bogen. Deze brug verbindt Steigereiland met Haveneiland. De IJtram maakt gebruik van deze beide bruggen.
De Nesciobrug, een gebogen hangtuibrug, is de langste voetgangers- en fietsersbrug van Nederland, en werd geplaatst in 2005. De brug verbindt IJburg met het Amsterdam Science Park, Watergraafsmeer, en de rest van Amsterdam-Oost. De brug is vernoemd naar de schrijver Frits Grönloh, pseudoniem Nescio, en het ontwerp kwam van Jim Eyre.
In 2004 is de eerste fase van de Oostelijke Ontsluiting, deel van de s114, gereed gekomen, die IJburg via de Benno Premselabrug met het vasteland bij Diemen verbindt. Voor fietsers is er aansluiting op de fietspaden langs de Diem en de oostelijke oever van het Amsterdam-Rijnkanaal. De Uyllanderbrug (brug 2007 in de Amsterdamse nummering) werd in juli 2014 voor het verkeer opengesteld en vormt sindsdien de verbinding tussen IJburg en de A1 en A9 (Knooppunt Diemen).

### Ontsluitingen voor autoverkeer
IJburg is ontsloten voor autoverkeer door stadsroute s114.
Aan de westzijde is Haveneiland via de Enneüs Heermabrug verbonden met Zeeburgereiland en de ringweg A10, en andere wegen in en rond Amsterdam.
De Oostelijke Ontsluiting geeft, vanaf het Centrumeiland, via de Benno Premselabrug en de Uyllanderbrug, rechtstreeks toegang tot de snelweg A1 en sinds 2015 ook tot de A9. Tussen de Benno Premselabrug en Uyllanderbrug is in 2020 een nieuwe zijweg aangesloten, de Overdiemerweg, die IJburg direct verbindt met Muiden en het daar gelegen winkelcentrum Maxis Muiden.

### Openbaar vervoer
Er bestonden in 1996 plannen om een metrolijn vanaf station Amsterdam Centraal naar IJburg aan te leggen, maar vanwege de hoge kosten en de afschaling van de oorspronkelijke plannen voor het aantal woningen op IJburg werd er uiteindelijk geen metrolijn maar een snelle tramverbinding aangelegd: de IJtram, lijn 26. Vanwege de oorspronkelijke plannen voor een metro was er alvast een stukje metrotunnel van ongeveer 160-170 meter lang aangelegd aan de oostzijde van station Amsterdam Centraal, dat uiteindelijk nooit in gebruik is genomen.
Als voorloper van de IJtram verscheen de eerste bus (lijn 326) naar IJburg in november 2002. Sinds de officiële opening op 28 mei 2005 verbindt de IJtram het Haveneiland via Steigereiland, Zeeburgereiland en de Piet Heintunnel met het Centraal Station.
Bijzonder aan deze tram is dat er fietsen in mee mogen, vier per tramstel. Hiertoe zou zijn besloten omdat er in de Piet Heintunnel, de kortste verbinding met het centrum, niet kan worden gefietst en de te fietsen afstand.
De tram kende een aantal kinderziektes, waarna de infrastructuur is verbeterd. In 2019 is er, speciaal voor tramlijn 26, een keerlus aangelegd aan de IJzijde van het Centraal Station, op de De Ruijterkade, ten westen van de Oostertoegang, bij de op- en afritten van het busstation. Sindsdien kan de IJtram ook blijven doorrijden indien het tramverkeer aan de centrumzijde van het station hinder ondervindt van bijvoorbeeld grote evenementen, werkzaamheden of een storing. Op Zeeburgereiland is er een keermogelijkheid voor als er op het gedeelte Piet Heintunnel – Centraal Station een verstoring is. In dat geval wordt er een aanvullende bus (lijn 76) ingezet.
Het stijgende inwonertal heeft geleid tot een gestaag stijgende ritfrequentie - de tram rijdt sinds 2012 tot 15 keer per uur. De reistijd tot het Centraal Station bedraagt ongeveer 15 minuten. Sinds 2020 rijden er gekoppelde trams, waardoor de capaciteit per tram is verdubbeld. Doordat de ritfrequentie daardoor wat is verlaagd, is de capaciteit van de tramlijn met ongeveer 50% gestegen.
Lijn 66 verbindt sinds 2009 Station Bijlmer ArenA via de Oostelijke Ontsluiting met IJburg, en rijdt vervolgens over de IJburglaan tot aan het eindpunt bij de Vennepluimstraat, nabij het winkelcentrum van IJburg.

#### Toekomstige OV-verbindingen
Met de uitbreiding van IJburg met woningen op Centrumeiland en Strandeiland komen er nog circa 20.000 inwoners bij. De verlenging van lijn 26 over het  Centrumeiland naar het Strandeiland is in 2023 begonnen en wordt in 2026 geopend.
Er waren plannen om de Zuidtangent, de busverbinding van Haarlem en Schiphol naar Station Bijlmer, vanuit Amsterdam-Zuidoost door te trekken naar IJburg. In plaats hiervan rijdt vanaf 15 december 2024 R-net buslijn 360 vanaf station Bijlmer naar het Strandeiland. 
Ook bestaan er plannen tot aanleg van een nieuwe metrolijn, de IJmeerverbinding, die Almere zou moeten gaan verbinden met Amsterdam-Zuid. De metro zou ook stoppen in IJburg ter hoogte van het Centrumeiland.
Ter aanvulling op lijn 26 wordt er nog gedacht aan een tweede tramverbinding tussen IJburg en het vasteland van Amsterdam-Oost, via het Zeeburgereiland. Vanaf het Flevopark zou er dan een extra trambrug over het Amsterdam-Rijnkanaal moeten komen, de tramlijn zou dan ten oosten van de ingang van de Piet Heintunnel op de bestaande tramlijn moeten aansluiten. Deze verbinding zou eventueel ook een busdienst kunnen worden, dit wordt nog onderzocht.

### Jachthaven
Op Haveneiland is een jachthaven aangelegd die via een sluis in verbinding staat met het IJmeer. Vanuit de haven vertrekt van april tot en met oktober een veerpontje naar forteiland Pampus.

## Bewoners
De gemiddelde leeftijd van de bewoners op IJburg is relatief laag, doordat er relatief veel kinderen en weinig ouderen wonen. In januari 2012 had IJburg 19.000 inwoners, waarvan 6.000 kinderen. Daarmee was IJburg op dat moment de kinderrijkste buurt van Amsterdam. In 2020 was het aantal inwoners gegroeid tot 24.000 waarvan 6.000 kinderen onder de 15 jaar en 1.000 personen ouder dan 65 jaar.
IJburg kent een bewonersvereniging, De IJbrug. Deze stelt zich ten doel om de contacten tussen de IJburgers te versterken, gezamenlijk activiteiten te ondernemen en als belangenorganisatie op te treden.

### Onderwijs
Op 6 september 2006 werd de eerste middelbare school geopend: het IJburg College.

## Stadsstrand en parken
IJburg heeft sinds 2003 een zandstrand aan het IJmeer. In mei 2003 werd Blijburg geopend, een tijdelijk strand met paviljoen aan de noordzijde van het Haveneiland, dat enkele malen moest verhuizen en in 2018 is gesloten. Na de sluiting van Blijburg is er in 2019 een nieuw stadsstrand geopend op Strandeiland aan de IJburgbaai, niet ver van de vroegere locatie van Blijburg en op loopafstand van de eindhalte van de IJtram. In het stedenbouwkundig plan van Strandeiland is voorzien dat het strand ook definitief op deze plek zal blijven.
Het Brand Dirk Ochsepark is een park gelegen op het westelijke deel van Haveneiland en staat lokaal bekend als een populaire plek om tijdens de zomermaanden te zwemmen in de Polygoongracht. Op het oostelijk deel van Haveneiland ligt een groter stadspark met sportvelden, het Theo van Goghpark. 
Het Diemerpark, gelegen in een oude kwelder buiten de Diemerzeedijk, is een recreatiegebied met sportfaciliteiten en een eigen zandstrandje, ligt parallel aan Haveneiland en de Rieteilanden en is met bruggen verbonden.
Het natuurgebied de Diemer Vijfhoek ligt op loopafstand van Haveneiland-Oost.